# Stepan Bandera
Stepan Bandera (ucraïnès: Степан Бандера)  (Stari Ugríniv, 1 de gener de 1909 - Múnic, 15 d'octubre de 1959), nom complet amb patronímic Stepan Andríovtix Bandera, fou un polític revolucionari ucraïnès i un dels líders del moviment nacional d'Ucraïna a l'oest d'Ucraïna (Galítsia), que va dirigir l'Organització dels nacionalistes ucraïnesos (OUN). Fill d'una família clerical, Bandera fou un activista, un explorador, i, finalment, el líder del moviment nacionalista ucraïnès que va lluitar per la independència d'Ucraïna de la Unió Soviètica i contra tots els suposats enemics d'un Estat ucraïnès lliure. Va col·laborar amb l'Alemanya nazi creant la Legió Ucraïnesa, sota el comandament de la Wehrmacht, amb els batallons Roland i Nachtigall, que perseguí i exterminà milers de jueus, polonesos i ucraïnesos contraris a l'ocupació nazi.
Durant la seva carrera política, l'Organització dels Nacionalistes Ucraïnesos (OUN) es va dividir en dues faccions: l'OUN-M, liderada per Andrí Mèlnik (els "legitimistes") i l'OUN-B, liderada per Bandera. Stepan Bandera va ser responsable de la proclamació d'un Estat ucraïnès independent a Lviv, el 30 de juny de 1941, vuit dies després de l'atac d'Alemanya contra l'URSS. Per la seva negativa a deixar sense efecte la declaració, Bandera va ser detingut i empresonat pels nazis, i no fou alliberat fins al setembre de 1944. També, dins dels dos anys de la declaració, els nazis havien empresonat o assassinat el 80% dels dirigents de l'OUN-B Les autoritats soviètiques van autoritzar el KGB a assassinar Bandera a Múnic, Alemanya Occidental, el 15 octubre del 1959, una acció que fou duta a terme per l'agent soviètic Bohdan Staixinski (conegut amb el nom de Ióssef Leman)
Les avaluacions del seu treball han oscil·lat des de la disculpa total a les molt negatives. El 22 de gener de 2010, el president sortint d'Ucraïna Víktor Iúsxenko atorgà a Bandera el títol d'Heroi d'Ucraïna (a títol pòstum). Aquesta concessió va ser condemnada pel Parlament Europeu, organitzacions russes, poloneses i jueves, i va ser declarada il·legal pel govern ucraïnès pro-rus i pels tribunals l'abril de 2010. El gener de 2011, el guardó va ser oficialment anul·lat. En conseqüència, Stepan Bandera segueix sent una figura controvertida avui en dia, tant a Ucraïna com en l'àmbit internacional.
El terme "banderivtsi" (ucraïnès: бандерівці), derivat del seu nom, va esdevenir gradualment universal i aplicable a tots els nacionalistes ucraïnesos, independentment de la seva relació amb Bandera.

## Biografia

### Primers anys

Casa familiar de la família Bandera a Starí Uhryniv

Stepan Bandera nasqué a la localitat de Stari Uhríniv, al raion de Kaluix de l'antic Regne de Galítsia i Lodomèria, llavors part de l'Imperi Austrohongarès, en l'actual Ucraïna. El pare de Stepan, Andrí Bandera, era rector grecocatòlic de la parròquia de Stari Uhríniv. La seva mare, Miroslava, originària d'una família de clergues, era filla d'un sacerdot grecocatòlic a Starhí Uhríniv.
Stepan va passar la seva infància a Starí Uhríniv, a la casa dels seus pares i avis.
A la primavera de 1922, la seva mare va morir a causa de tuberculosi de la gola.

### Educació
Bandera va assistir a la Quarta Escola Formal de Gramàtica a Stri, on també va participar en activitats esportives amb la Societat Esportiva Sokil.

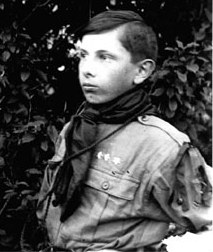
Stepan Bandera com a membre del Plast (1923)

El 1923, a l'edat de 14 anys, Bandera es va unir a l'agrupació escolta ucraïnesa "Plast" (ucraïnès: Пласт). Després de la seva associació amb Plast, va esdevenir membre del grup Txornomortsi (Mariners del Mar Negre). Bandera rebé quatre reprimendes no confirmades mentre era iunak ("junior"), i encara és considerat com un membre ideal del Plast.
Després de graduar-se a l'escola secundària en 1927, tenia previst assistir a la Universitat Ucraïnesa de Tecnologia i Economia de Poděbrady a Txecoslovàquia, però les autoritats poloneses no li van concedir documents de viatge.
El 1928, Bandera s'inscrigué en el programa d'agronomia a l'Institut Politècnic de Lviv. Aquest va ser un dels pocs programes que estaven oberts als ucraïnesos en aquell moment.
Tant a l'escola secundària com a la universitat, Bandera va ser un membre actiu d'un cert nombre de grups polítics amb una agenda nacionalista. Un dels més actius d'aquests grups fou l'Organització dels nacionalistes ucraïnesos, l'OUN (ucraïnès: Організація Українських Націоналістів).

## Activisme polític

### Primeres activitats
Stepan Bandera havia conegut i s'havia associat amb membres de diverses organitzacions nacionalistes ucraïnesos durant tota la seva escolarització - des del Plast, a la Unió per a l'Alliberament d'Ucraïna (ucraïnès: Українська Визвольна Організація) i també l'Organització dels Nacionalistes Ucraïnesos, l'OUN (ucraïnès: Організація Українських Націоналістів). La més activa d'aquestes organitzacions va ser l'OUN, i el líder de l'OUN era Andrí Mèlnik.
A causa de la seva decidida personalitat, Stepan Bandera va ascendir ràpidament en les files d'aquestes organitzacions, i es convertí en el cap de propaganda de l'OUN el 1931, en segon al comandament de l'OUN a Galítsia en 1932/33, i el cap de l'Executiu Nacional de l'OUN el 1933.
Per a Bandera, era important una política inclusiva de construcció de la nació i, per tant, es va centrar en el creixent suport entre totes les classes dels ucraïnesos en les parts occidentals d'Ucraïna. A principis de la dècada de 1930, Bandera va ser molt actiu en la recerca i el desenvolupament de grups de nacionalistes ucraïnesos a Ucraïna occidental i oriental.

### OUN
Stepan Bandera va esdevenir cap de l'executiu nacional de l'OUN a Galítsia el juny de 1933. Va ampliar la xarxa de l'OUN a l'oest d'Ucraïna, i la va dirigir contra Polònia i la Unió Soviètica. Per aturar les expropiacions, Bandera va dirigir l'OUN contra dels funcionaris polonesos que eren directament responsables de les polítiques anti-ucraïneses. Les seves activitats van incloure campanyes massives contra els monopolis de tabac i alcohol polonesos i contra la desnacionalització de la joventut ucraïnesa. Va ser arrestat a Lviv el 1934, i jutjat dues vegades: primer, en relació amb la participació en un complot per assassinar al ministre d'assumptes interns, Bronisław Pieracki, i la segona en un judici general de l'executiva de l'OUN. Va ser declarat culpable de terrorisme i condemnat a mort.
La sentència de mort va ser commutada per la de cadena perpètua. Va estar reclòs a la presó de Wronki; el 1938 alguns dels seus seguidors van tractar sense èxit de treure'l de la presó.
Segons diverses fonts, Bandera va ser alliberat el setembre de 1939, ja sigui pels carcellers d'Ucraïna després de l'administració presó polonesa sortís de la presó, pels polonesos o pels alemanys.
Poc després Polònia va caure sota l'ocupació soviètica. En sortir de la presó, Bandera es traslladà a Cracòvia, la capital de l'ocupant Govern General d'Alemanya. Allí va entrar en contacte amb el líder de l'OUN, Andrí Mèlnik. El 1940, les diferències entre les opinions dels dos líders van ser tenses i la OUN van dividir en dues faccions - la facció Mèlnik liderada per Andrí Mèlnik, que predicava un enfocament més conservador de la construcció de la nació U (també coneguda com l'OUN-M), i la facció Bandera liderada per S. Bandera, que recolzava un enfocament revolucionari (també coneguda com l'OUN-B).
L'OUN (B) va buscar suport en els cercles militars d'Alemanya, mentre que l'OUN (M) va buscar connexions amb la seva camarilla governant. El novembre de 1939 al voltant de 800 nacionalistes ucraïnesos van començar a entrenar a campaments militars de l'Abwehr. En els primers dies de desembre, Bandera, sense coordinació amb Mèlnik, va enviar un missatger a Lviv amb les directrius per a la preparació d'un aixecament armat. El correu va ser interceptat per l'NKVD, que havia capturat alguns líders de l'OUN (M). Un altre d'aquests intents va ser impedit a la tardor de 1940.

### Formació dels Grups Mòbils
Abans de la proclamació de la independència el 30 de juny de 1941, Bandera va supervisar la formació dels anomenats "Grups mòbils"(ucraïnès: мобільні групи mobilni hrupi) que eren petits (5-15 membres) grups de membres de l'OUN-B que viatjarien des del Govern General per l'oest d'Ucraïna i després de l'avanç alemany cap a l'est d'Ucraïna per fomentar el suport a l'OUN-B i l'establiment de les autoritats locals dirigides per activistes de l'OUN-B. Això incloïa la impressió de pamflets i l'augment de membres de l'OUN.
En total, prop de 7.000 persones van participar en aquests grups mòbils, i es van trobar amb seguidors entre un ampli cercle d'intel·lectuals, com Ivan Bahriani, Vassil Barka, Hrihorii Vasxenko, i molts altres.

## Relacions amb l'Alemanya Nazi
La intermitent i estreta relació entre Bandera, l'OUN i l'Alemanya nazi s'han descrit pels historiadors com David Marples com a "ambivalent", tàctica i oportunista, amb les dues parts tractant d'explotar a l'altra, sense èxit.
Abans de l'Operació Barbarroja, segons l'Acadèmia nacional de les ciències d'Ucraïna i altres fonts, Bandera va mantenir reunions amb els caps d'intel·ligència d'Alemanya, pel que fa a la formació dels Batallons "Nachtigall" ("rossinyol") i "Roland". A la primavera, l'OUN va rebre 2,5 milions de marcs per a les activitats subversives dins de l'URSS.
Els funcionaris de la Gestapo i l'Abwehr protegiren els seguidors de Bandera, ja que ambdues organitzacions pretenien utilitzar-los per als seus propis fins.
El 30 de juny de 1941, amb l'arribada de les tropes nazis a Ucraïna, Bandera i l'OUN-B declararen l'estat independent d'Ucraïna. Algunes de les proclames publicades de la formació d'aquest estat diuen que "treballarà en estreta col·laboració amb la Gran Alemanya Nacional-Socialista, sota el lideratge del seu líder Adolf Hitler, que està formant un nou ordre a Europa i el món i està ajudant el poble ucraïnès a alliberar-se de l'ocupació moscovita."- tal com s'afirma en el text de la "Llei de Proclamació de l'Estat d'Ucraïna".
El 25 de febrer de 1941, després de negociacions amb el cap de l'Abwehr Wilhelm Canaris, Stepan Bandera va rebre en nom de l'OUN(B) dos milions i mig de marcs per formar el cos del futur exèrcit d'Ucraïna independent. Aquesta legió ucraïnesa, integrada íntegrament per ucraïnesos, essencialment de l'OUN(B), formada pel Batalló Roland i el Batalló Nachtigall, tots dos equipats per l'Abwehr, es va crear ad hoc amb l'objectiu de lluitar contra els soviètics en nom del Tercer Reich nazi. És una de les unitats del regiment escola de Brandenburg, que incloia llavors tots els comandos de la Wehrmacht.
El 1941 les relacions entre l'Alemanya nazi i la OUN-B segons els historiadors més partidaris de Bandera es tornaren agres, fins al punt que en un document nazi del 25 novembre de 1941 es deia que "... el Moviment Bandera està preparant una revolta en el Reichskommissariat que té com a la seva finalitat última l'establiment d'un Estat independent Ucraïna. Tots els funcionaris del Moviment Bandera ha de ser detinguts immediatament i, després de l'interrogatori a fons, han de ser liquidats ... ". El 5 de juliol, Bandera va ser detingut i traslladat a Berlín. El 12 de juliol, el president de l'Estat ucraïnès recentment format, Iaroslav Stetskò, també va ser detingut i traslladat a Berlín. Si bé foren posats en llibertat el 14 de juliol, tots dos van ser obligats a romandre a Berlín.
El gener de 1942, Bandera va ser traslladat a la caserna especial de presos polítics d'alt perfil Zellenbau, dins el camp de concentració de Sachsenhausen.
L'abril del 1944 Bandera i el seu adjunt Iaroslav Stetskò van ser abordats per un oficial de l'RSHA per discutir els plans de distraccions i sabotatges contra l'exèrcit soviètic.
Al setembre del 1944 Bandera va ser posat en llibertat per [les autoritats alemanyes] que esperaven que incités la població nativa a lluitar contra l'exèrcit soviètic que avançava. Amb el consentiment d'Alemanya, Bandera va establir el seu quarter general a Berlín. Els alemanys subministraren armes i equipament a l'OUN-B i a l'UIA per aire. Personal i agents alemanys assignats capacitats per dur a terme activitats terroristes i d'intel·ligència darrere de les línies soviètiques, així com alguns líders de l'OUN-B, també van ser transportats per via aèria fins a principis de 1945.

## Visió envers altres grups ètnics

### Polonesos

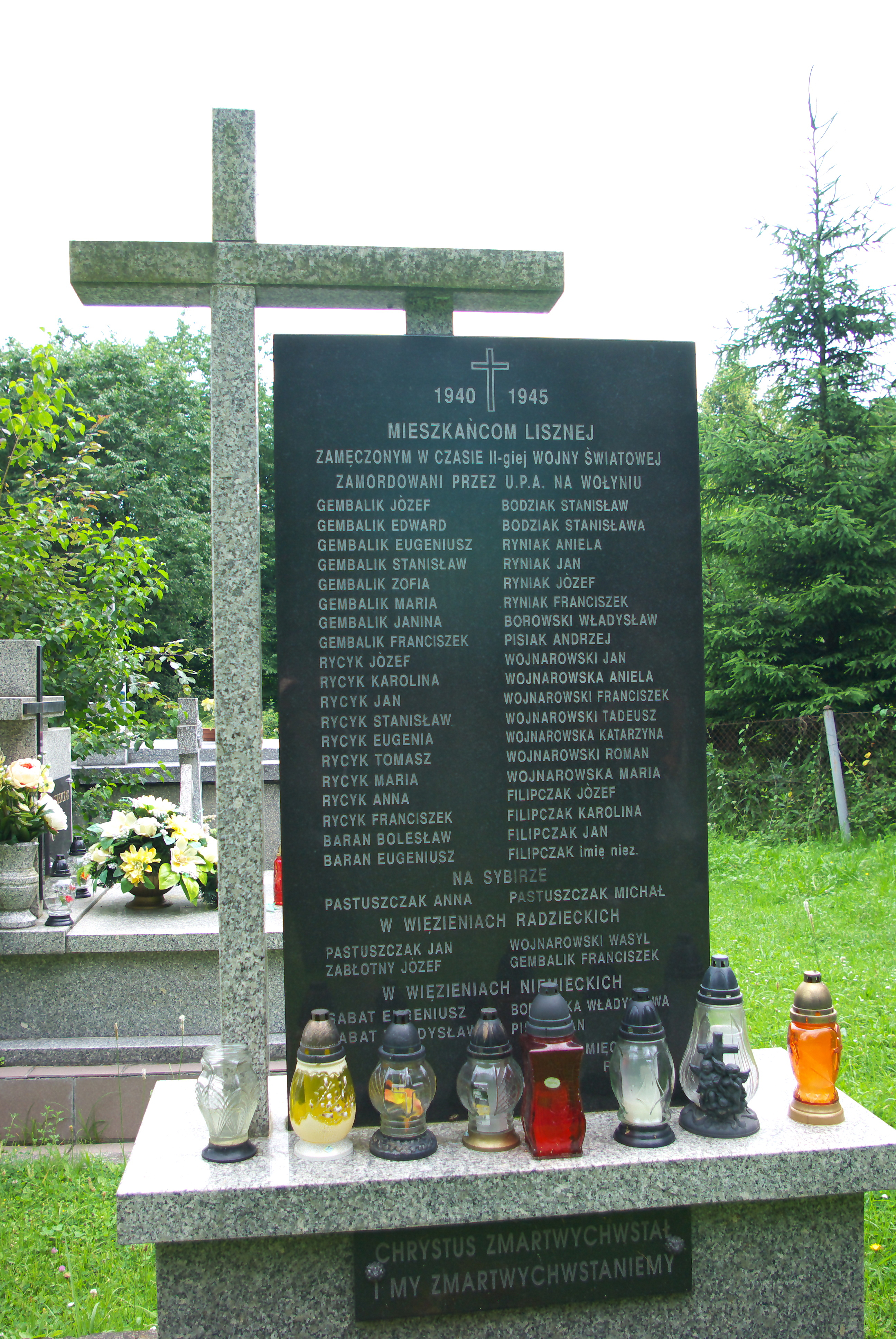
Monument als polonesos assassinats per l'Exèrcit Popular Ucraïnès, Liszna, Polònia

Al maig de 1941 en una reunió a Cracòvia el lideratge de la facció d'OUN Bandera va adoptar el programa "Lluita i acció per a l'OUN durant la guerra" (ucraïnès: "Боротьба й діяльність ОУН під час війни») que exposava els plans per a les activitats en l'inici de la invasió nazi de la Unió Soviètica i els territoris de l'oest de l'RSS d'Ucraïna. Secció G d'aquest document - "Directives per als primers dies de l'organització de l'Estat viu" ucraïnès: "Вказівки на перші дні організації державного життя» perfil de l'activitat dels seguidors de Bandera durant l'estiu del 1941 En l'apartat de "Política de la minoria" de l'OUN-B ordenava la retirada dels polonesos hostils, jueus, i russos a través de la deportació i la destrucció de les seves respectives intelligentsies, i afirmava, a més, que els "suposats camperols polonesos han de ser assimilats" i "els seus líders destruïts".
A finals de 1942, l'organització de Bandera, l'Organització dels nacionalistes ucraïnesos, va estar involucrada en una campanya de neteja ètnica de Volínia, i a principis de 1944, van començar les campanyes per incloure a Galítsia de l'Est. S'estima que prop de 70.000 polonesos, majoritàriament dones i nens, juntament amb homes desarmats, van ser assassinats durant la campanya de primavera i l'estiu de 1943 a Volínia per l'OUN-Bandera que fou el principal responsable de les matances.
Malgrat el paper central exercit pels seguidors de Bandera en la matança de polonesos a l'oest d'Ucraïna, el mateix Bandera estava internat en un camp de concentració alemany quan es va prendre la decisió concreta de massacrar els polonesos i aquests van ser assassinats. Durant el seu internament, des de l'estiu de 1941, no estigué completament al corrent dels esdeveniments a Ucraïna i, a més, tenia serioses diferències d'opinió amb Mikola Lebed, el líder OUN-B que es van quedar a Ucraïna i que va ser un dels principals arquitectes de les massacres dels polonesos. Bandera per tant no estigué directament involucrat en aquestes massacres, tot i que no pot descartar-se que s'haguessin produït si hagués estat present.

### Jueus
A diferència dels altres nacionalismes (polonès, rus, hongarès o romanès) a finals de l'Àustria imperial, la Rússia imperial, la Polònia d'entreguerres i Romania, el nacionalisme ucraïnès no incloïa l'antisemitisme com un aspecte central del seu programa i veia els russos i polonesos com el principal enemic; els jueus jugaven un paper secundari. No obstant això, el nacionalisme ucraïnès no era immune a la influència del clima antisemita a Europa Oriental i Central, ja havia arribat a estar altament racialitzat al segle xix, i havia desenvolupat un discurs antijueu elaborat. No obstant això, els ucraïnesos nacionalistes jueus eren benvinguts als "banderivtsi", sempre que adoptessin la identitat dels galitsians caraïtes, que es consideraven lleials compatriotes
El predomini del govern central soviètic, en lloc de la minoria jueva, com el principal enemic percebut dels nacionalistes ucraïnesos es va posar en relleu en la Conferència de l'OUN-B a Cracòvia el 1941, quan va declarar que "Els jueus a l'URSS constitueixen el més fidel suport del règim bolxevic governant, i l'avantguarda de l'imperialisme moscovita a Ucraïna. El govern moscovita-bolxevic explota els sentiments antijueus de les masses ucraïneses per desviar la seva atenció de la veritable causa de la seva desgràcia i per canalitzar-les en un moment de frustració en els pogroms de jueus. L'OUN combat els jueus com el puntal del règim moscovita-bolxevic i alhora fa que les masses siguin conscients del fet que l'enemic principal és el de Moscou". Al maig de 1941 en una reunió a Cracòvia el lideratge de la facció d'OUN Bandera va adoptar el programa "Lluita i acció de l'OUN durant la guerra" (ucraïnès: "Боротьба й діяльність ОУН під час війни») que exposava els plans per a les activitats en l'inici de la invasió nazi de la Unió Soviètica i els territoris de l'oest de l'RSS d'Ucraïna. Secció G d'aquest document - "Directives per als primers dies de l'organització de l'Estat viu" ucraïnès: "Вказівки на перші дні організації державного життя» perfila l'activitat dels seguidors de Bandera durant l'estiu del 1941 En l'apartat de "Política de la minoria" l'OUN-B ordenava: 
"Moskali, els polonesos, els jueus són hostils a nosaltres, han de ser exterminats en aquesta lluita, sobretot aquells que es resisteixen al nostre règim: deportar-los a les seves pròpies terres, el més important: destruir la seva intel·lectualitat que pot estar en els llocs de poder ... els jueus s'han d'aïllar, retirar de les posicions governamentals per tal de prevenir el sabotatge, els que es considerin necessaris només poden treballar amb un supervisor ... l'assimilació jueva no és possible".
Més tard, al juny, Iaroslav Stetskò envià a Bandera un informe en què indicava - "Estem creant una milícia que ajudaria a aconseguir eliminar els jueus i protegir la població."
Els fullets repartits en nom de Bandera en el mateix any demanaven la "destrucció" de "Moscou", polonesos, hongaresos i jueus". En 1941-1942, mentre Bandera cooperava amb els alemanys, els membres de l'OUN van participar en accions antijueves.
El 1942 la intel·ligència alemanya va concloure que els nacionalistes ucraïnesos eren indiferents a la difícil situació dels jueus i estaven disposats a matar-los o ajudar-los, depenent del que millor servís a la seva causa. Diversos jueus van prendre part en el moviment clandestí de Bandera, entre ells un dels membres més propers a Bandera Richard Yary, que també estava casat amb una dona jueva. Un altre notable membre jueu de l'UPA va ser Leyba-Itzik "Valeri" Dombrovsky. D'acord amb un informe al Cap de la Policia de Seguretat a Berlín del 30 de març de 1942, "... s'ha establert clarament que el moviment Bandera proporciona passaports falsificats no només per als seus propis membres, sinó també per als jueus.". Els documents falsos van ser molt probablement subministrats a metges jueus o treballadors qualificats que podrien ser útils per al moviment.
Quan Bandera estigué en conflicte amb els alemanys, l'Exèrcit Insurgent Ucraïnès sota la seva autoritat donà refugi a molts jueus. i inclogué combatents jueus i personal mèdic. En l'òrgan oficial de la direcció de l'OUN-B, les instruccions als grups OUN instaven aquests grups a "liquidar les manifestacions de la influència estrangera que fossin perjudicials, en particular els conceptes i les pràctiques racistes alemanyes." En resum, el moviment de Bandera de vegades feu mal i de vegades va ajudar els jueus en funció de les circumstàncies particulars i de la relació de Bandera amb Alemanya.

## Mort
El 15 d'octubre de 1959, Stepan Bandera va caure fora de la Kreittmayrstrasse 7 a Múnic i va morir poc després. Un examen mèdic va determinar que la causa de la mort va ser enverinament per gas (cianur). El 20 d'octubre de 1959 Stepan Bandera va ser enterrat al cementiri de Waldfriedhof a Múnic.
Dos anys més tard, el 17 de novembre de 1961, els òrgans judicials alemanys van anunciar que l'assassí de Bandera havia estat un desertor del KGB, Bohdan Staixinski que va actuar sota les ordres del cap del KGB soviètic Aleksandr Xelepin i el primer ministre soviètic Nikita Khrusxov. Després d'una investigació detallada contra Staixinski, va tenir lloc un judici del 8 octubre al 15 d'octubre de 1962. La sentència va ser dictada el 19 d'octubre i Staixinski va ser condemnat a 8 anys de presó. El Tribunal Suprem Federal d'Alemanya va confirmar a Karlsruhe que en l'assassinat de Bandera, el servei secret soviètic va ser el principal culpable.

### Família
El seu germà Aleksandr (que tenia una Llicenciatura en Economia Política per la Universitat de Roma) i el seu germà Vassil (llicenciat en Filosofia de la Universitat de Lviv), van ser detinguts i internats a Auschwitz, on haurien estat assassinats per presos polonesos el 1942.
Andrí Bandera, pare de Stepan va ser arrestat a finals de maig de 1941 per amagar un membre de l'OUN i transferit a Kíiv. El 8 de juliol va ser condemnat a mort i executat el dia 10. Les seves germanes Oksana i Marta-Maria van ser detingudes per l'NKVD el 1941 i enviades a un GULAG a Sibèria (Krai de Krasnoiarsk). Totes dues van ser posades en llibertat el 1960, però sense el dret de tornar a Ucraïna. Marta-Maria va morir a Sibèria el 1982, i Oksana va tornar a Ucraïna el 1989, on va morir el 2004. Una altra germana, Volodímira - va ser condemnada a una pena en els camps de treball soviètics 1946-1956. Va tornar a Ucraïna el 1956. El parador del germà de Stepan, Bohdan, segueix sent desconegut. Existeix una certa especulació per la qual va ser assassinat pels ocupants alemanys a Kherson el 1943, tot i que segons altres fonts, el germà de Bandera va morir un any més tard.

## Llegat

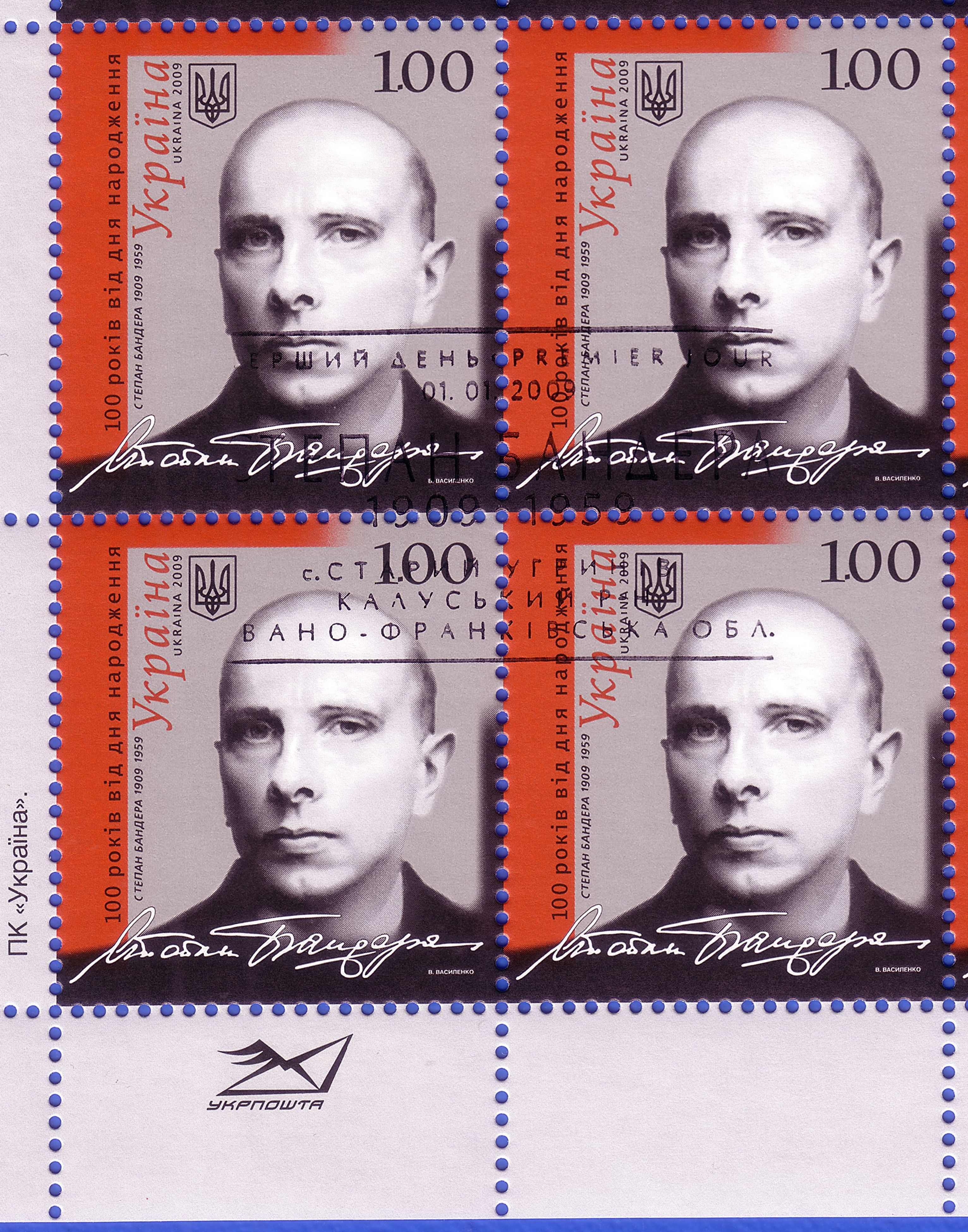
Segell postal ucraïnès commemoratiu dels 100 anys del naixement de Stepan Bandera

La Unió Soviètica feu campanya activa per desacreditar Bandera i tots els altres partidaris nacionalistes i col·laboradors del nazisme ucraïnesos de la Segona Guerra Mundial.
En una entrevista amb el diari rus Komsomólskaia Pravda el 2005 l'ex cap del KGB Vladímir Kriutxkov afirma que "l'assassinat de Stepan Bandera fou un dels últims casos en què el KGB es desfeia de persones no desitjades per mitjà de la violència."
A finals de 2006, l'administració de la ciutat de Lviv va anunciar el futur trasllat de les tombes de Stepan Bandera, Andrí Mèlnik, Ievhèn Konovàlets i altres líders clau de l'OUN / UPA a una nova àrea del cementiri de Litxakivski dedicada específicament a la lluita ucraïnesa d'alliberament nacional.

L'octubre de 2007, la ciutat de Lviv va erigir una estàtua dedicada a Bandera. L'aparició de l'estàtua ha engendrat un profund debat sobre el paper de Stepan Bandera i UPA en la història d'Ucraïna. Les dues estàtues erigides amb anterioritat van ser volades per desconeguts. L'actual és custodiada per un destacament de la milícia les 24 hores del dia, 7 dies a la setmana. El 18 d'octubre de 2007, l'Ajuntament de Lviv va adoptar una resolució que establia el "Premi Stepan Bandera."
L'1 de gener del 2009, el seu centenari es va celebrar en diversos centres d'Ucraïna i el mateix dia es va emetre un segell postal amb el seu retrat.
L'1 de gener del 2014, el 105è aniversari de Bandera es va celebrar amb una processó amb torxes de 15.000 persones al centre de Kíiv i milers més es van congregar prop de la seva estàtua a Lviv. La marxa va ser defensada per la Unió Panucraïnesa "Llibertat" i membres de la Unió Panucraïnesa "Pàtria".

### Actituds a Ucraïna envers Bandera

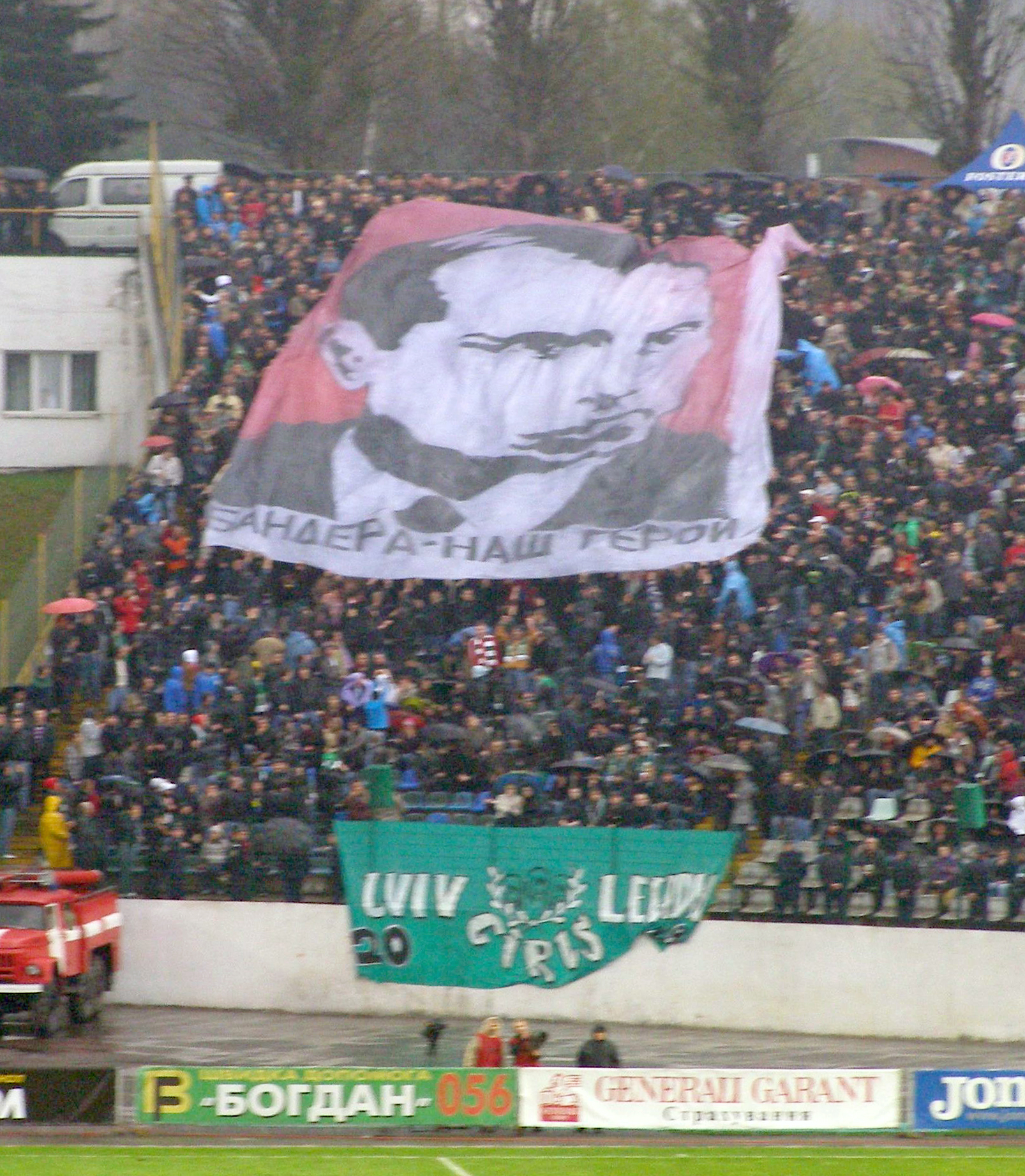
Afeccionats de futbol de Lviv en un partit contra el Donetsk. A la pancarta s'hi pot llegir "Bandera - el nostre heroi"

Bandera segueix sent una figura divisiva a Ucraïna. Tot i que Bandera és venerat en algunes parts de l'oest d'Ucraïna, i el 33% dels residents de Lviv es consideren a si mateixos com a seguidors de Bandera, en les enquestes d'Ucraïna en el seu conjunt que, juntament amb Ióssif Stalin i Mikhail Gorbatxov, és considerat un dels tres personatges històrics que produeixen actituds més negatives. Una enquesta nacional duta a terme a Ucraïna el 2009 es va interessar per les actituds d'una regió cap a la facció de Bandera de l'OUN. Es van obtenir els següents resultats: A Galítsia (províncies de Lviv, Ternópil i Ivano-Frankivsk) el 37% tenia una opinió "molt positiva" de Bandera, el 26% una opinió "més aviat positiva", el 20% eren "neutrals", el 6% "més aviat negativa", un 6% molt negativa, i el 6% no n'estava segur. A Volínia, el 5% tenia una opinió molt positiva, el 20% tenia una opinió més aviat positiva, el 57% eren neutrals, el 7% la tenien més aviat negativa, el 5% molt negativa i el 7% no n'estava segur. A Transcarpàcia, el 4% dels enquestats tenia una actitud molt positiva, el 32% una actitud més aviat positiva, el 50% eren neutrals, ningú no tenia una opinió més aviat negativa, el 7% tenia una opinió molt negativa i un altre 7% no n'estava segur. En canvi, al centre d'Ucraïna (que comprèn la capital Kíiv, així com les províncies de Jitòmir, Txerkassi, Txerníhiv, Poltava, Sumi, Vínnytsia, i Kirovohrad) les actituds cap a la facció de Bandera de l'OUN van ser d'un 3% molt positiu, el 10% més aviat positiva, el 24% neutral, el 17% més aviat negativa, 21% molt negativa i el 25% no n'estava segur. A l'est d'Ucraïna (províncies de Donestsk, Luhansk, Khàrkiv, Dnipropetrovsk i Zaporíjia) un 1% tenia actituds molt positives o més aviat positives cap a l'OUN de Banderes, el 19% eren neutrals, el 13% més aviat negatives, 26% molt negativa i el 20% no n'estava segur. Al sud d'Ucraïna (regions d'Odessa, Mikolaiv i Kherson més Crimea) un 1% tenia una opinió molt o majoritàriament positiva, el 13% eren neutrals, el 31% tenia una opinió més aviat negativa, el 48% molt negativa i el 25% no n'estava segur. A Ucraïna en el seu conjunt, el 6% dels ucraïnesos tenien una opinió molt positiva, el 8% una opinió més aviat positiva, el 23% eren neutrals, el 15% tenia una opinió més aviat negativa, el 30% tenia una opinió molt negativa, i el 18% no n'estaven segurs.

### Guardó d'Heroi d'Ucraïna (anul·lat)
El 22 de gener de 2010, en el Dia de la Unitat d'Ucraïna, el llavors president d'Ucraïna Víktor Iúsxenko atorgà a Bandera el títol d'Heroi d'Ucraïna (a títol pòstum) per "la defensa de les idees nacionals i lluita per un estat independent d'Ucraïna." Un net de Bandera, també anomenat Stepan, va acceptar el premi d'aquest dia per part del president d'Ucraïna, durant la cerimònia d'estat que commemorava el Dia de la Unitat d'Ucraïna al Teatre Nacional de l'Òpera d'Ucraïna.
Les reaccions al guardó de Bandera varien. Aquest atorgament fou condemnat pel Centre Simon Wiesenthal i la Union des étudiants juifs de France. El mateix dia, nombrosos mitjans de comunicació ucraïnesos, com ara el diari en rus Segódnia, publicaren articles en aquest sentit on esmentaven el cas de Ievhen Berezniak, un conegut veterà ucraïnès soviètic de la II Guerra Mundial, que s'estava pensant de renunciar al seu propi títol d'heroi d'Ucraïna< Els representants de diverses organitzacions antifeixistes de la veïna Eslovàquia condemnaren el guardó a Bandera, i qualificaren la decisió de Iúsxenko com una provocació, segons va ser reportat per RosBisnessConsulting citant Radio Praha. El 25 de febrer de 2010, el Parlament Europeu criticà la decisió del llavors president d'Ucraïna, Iúsxenko d'atorgar a Bandera el títol d'Heroi d'Ucraïna i va expressar la seva esperança que seria reconsiderada. El 14 de maig de 2010, en la declaració del Ministeri d'Exteriors rus, es va dir sobre el premi: "que l'esdeveniment és tan odiós que podria, sens dubte, provocar una reacció negativa en primer lloc a Ucraïna. Ja es coneix una posició respecte a un cert nombre de polítics ucraïnesos, que creuen que solucions d'aquest tipus no contribueixen a la consolidació de l'opinió pública ucraïnesa".
D'altra banda, el decret va ser aplaudit pels nacionalistes ucraïnesos, a l'oest d'Ucraïna i per una petita porció dels americans ucraïnesos. El 25 de gener de 2010, la cap dels presos polítics de la Confederació Txeca Nadia Kavalirova va expressar el seu suport a la decisió del president d'Ucraïna Víktor Iúsxenko d'atorgar el títol d'Heroi d'Ucraïna a Stepan Bandera, declarant: "És bo que ell (Iúsxenko) fes aquest pas, molts polítics txecs poden extreure lliçons del que ... "
El 9 de febrer del 2010, el Mariscal del Senat de la República de Polònia Bogdan Borusewicz va dir en una reunió amb el cap del Consell de la Federació de Rússia Serguei Mironov, que l'atorgament del títol d'Heroi d'Ucraïna a Bandera és un assumpte intern del govern ucraïnès.
El 3 de març del 2010, el consell regional d'Ivano-Frankivsk feu una crida al Parlament Europeu a revisar aquesta resolució.
Taràs Kuzio, un membre distingit en la càtedra d'estudis ucraïnesos a la Universitat de Toronto, ha suggerit que Iúsxenko va atorgar el premi a Bandera per tal de frustrar les opcions de Iúlia Timoixenko de ser elegida presidenta durant les eleccions presidencials ucraïneses de 2010.
El president Víktor Ianukóvitx va declarar el 5 de març 2010 que es prendria la decisió de derogar els decrets d'atorgament del títol d'Herois d'Ucraïna a Bandera i el seu company nacionalista Roman Xukhèvitx abans del següent Dia de la Victòria, tot i que els decrets d'heroi d'Ucraïna no preveuen la possibilitat que un decret sobre la concessió d'aquest títol pugui ser anul·lat. El 2 d'abril del 2010, un tribunal administratiu regional de Donetsk establí que el decret presidencial que expedeix el títol era il·legal. Segons la decisió del tribunal, Bandera no era un ciutadà de la República Socialista Soviètica d'Ucraïna (vis-a-vis Ucraïna).
El 5 d'abril de 2010, el Tribunal Constitucional d'Ucraïna es va negar a iniciar procediments constitucionals sobre la constitucionalitat del decret el president Iúsxenko que fonamentava l'atorgament del guardó. La Rada Suprema de la República Autònoma de Crimea va presentar una sentència del tribunal el 20 de gener del 2010.
El gener de 2011, el servei de premsa de la Presidència va informar que el guardó s'havia anul·lat oficialment. Això es va fer després que el Tribunal Administratiu Superior d'Ucraïna rebutgés, el 12 gener 2011, un recurs de cassació interposat contra la sentència del Tribunal Administratiu de Districte de Donetsk. L'expresident Iúsxenko va qualificar l'anul·lació com "un greu error".

### Títols de ciutadà honorari
El 2010 i 2011, Bandera va ser nomenat ciutadà honorari de diverses ciutats d'Ucraïna occidental, incloent-hi Nadvirna, Khust, Ternópil, Ivano-Frankivsk, Lviv, Jovkva, Dubliani, i Rava-Ruska.

### Monuments

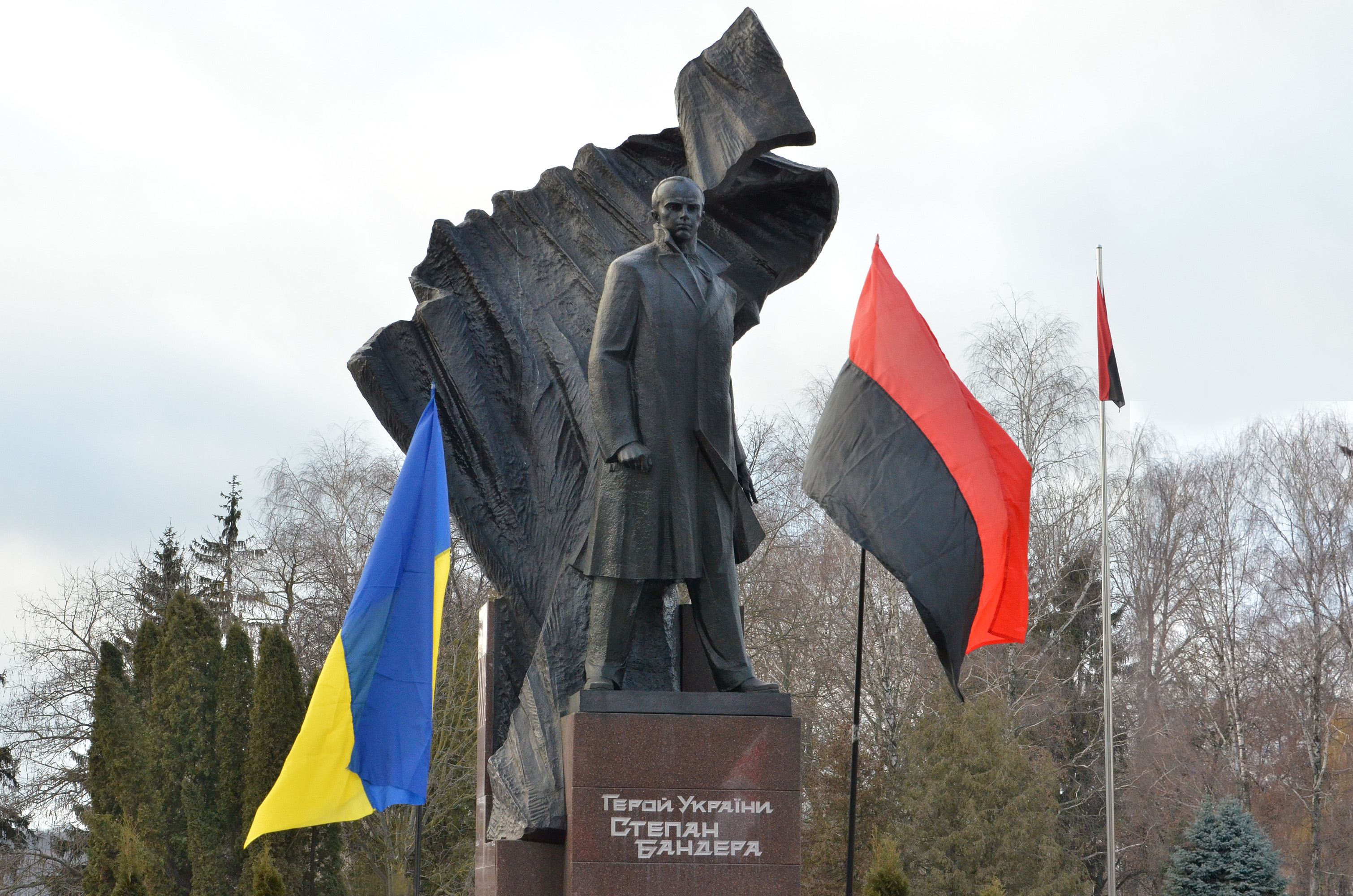
Monument a Stepan Bandera a Ternópil

- Monument a Stepan Bandera a Starí Uhríniv
- Monument a Stepan Bandera a Lviv
- Monument a Stepan Bandera a Ternópil
- Monument a Stepan Bandera a Ivano-Frankivsk
- Monument a Stepan Bandera a Kolomia
- Monument a Stepan Bandera a Kozivka
- Monument a Stepan Bandera a Drohóbitx
- Monument a Stepan Bandera a Dubliani
- Monument a Stepan Bandera a Terebovlia
- Monument a Stepan Bandera a Berejani
- Monument a Stepan Bandera a Borislav
- Monument a Stepan Bandera a Butxatx
- Monument a Stepan Bandera a Mykitintsi
- Monument a Stepan Bandera a Mostiska
- Monument a Stepan Bandera a Sambir
- Monument a Stepan Bandera a Starí Sàmbir
- Monument a Stepan Bandera a Stri
- Monument a Stepan Bandera a Truskavets
- Monument a Stepan Bandera a Zalisxiki
- Monument a Stepan Bandera a Txervonohrad
- Monument a Stepan Bandera a Verbiv
- Monument a Stepan Bandera a Horodenka
- Monument a Stepan Bandera a Hrabivka
- Monument a Stepan Bandera a Seredni Bereziv
- Monument a Stepan Bandera a Strusiv

### Museus
- Museu de Stepan Bandera a Dubliani
- Museu de Stepan Bandera a Volia-Zaderevatska
- Museu de Stepan Bandera a Stari Uhríniv
- Museu de Stepan Bandera in Iahilnítsia
- Museu de la lluita d'alliberament Stepan Bandera a Londres
- Museu de Stepan Bandera a Stri

### Carrers
- Carrer Stepan Bandera a Lviv
- Carrer Stepan Bandera a Lutsk (antic Carrer Suvorovska)
- Carrer Stepan Bandera a Rivne (antic Carrer Moskovska)
- Carrer Stepan Bandera a Kolomia
- Carrer Stepan Bandera a Ternópil
- Carrer Stepan Bandera a Ivano-Frankivsk
- Carrer Stepan Bandera a Txervonohrad
- Carrer Stepan Bandera a Berejani (antic Carrer Txerniakhovskoho)
- Carrer Stepan Bandera a Drohobitx (antic Carrer Sliusarska)
- Carrer Stepan Bandera a Str
- Carrer Stepan Bandera a Kaluix
- Carrer Stepan Bandera a Kòvel
- Carrer Stepan Bandera a Volodímir
- Carrer Stepan Bandera a Horodenka